# Laevicardium sybariticum
Laevicardium sybariticum är en musselart som först beskrevs av Dall 1886.  Laevicardium sybariticum ingår i släktet Laevicardium och familjen hjärtmusslor. Inga underarter finns listade i Catalogue of Life.